# (4519) Voronej
(4519) Voronej est un astéroïde de la ceinture principale.

## Description
(4519) Voronej est un astéroïde de la ceinture principale. Il fut découvert le 18 décembre 1976 à Naoutchnyï par Nikolaï Tchernykh. Il présente une orbite caractérisée par un demi-grand axe de 2,20 UA, une excentricité de 0,06 et une inclinaison de 3,2° par rapport à l'écliptique.

## Compléments